# Kurt Mitterndorfer

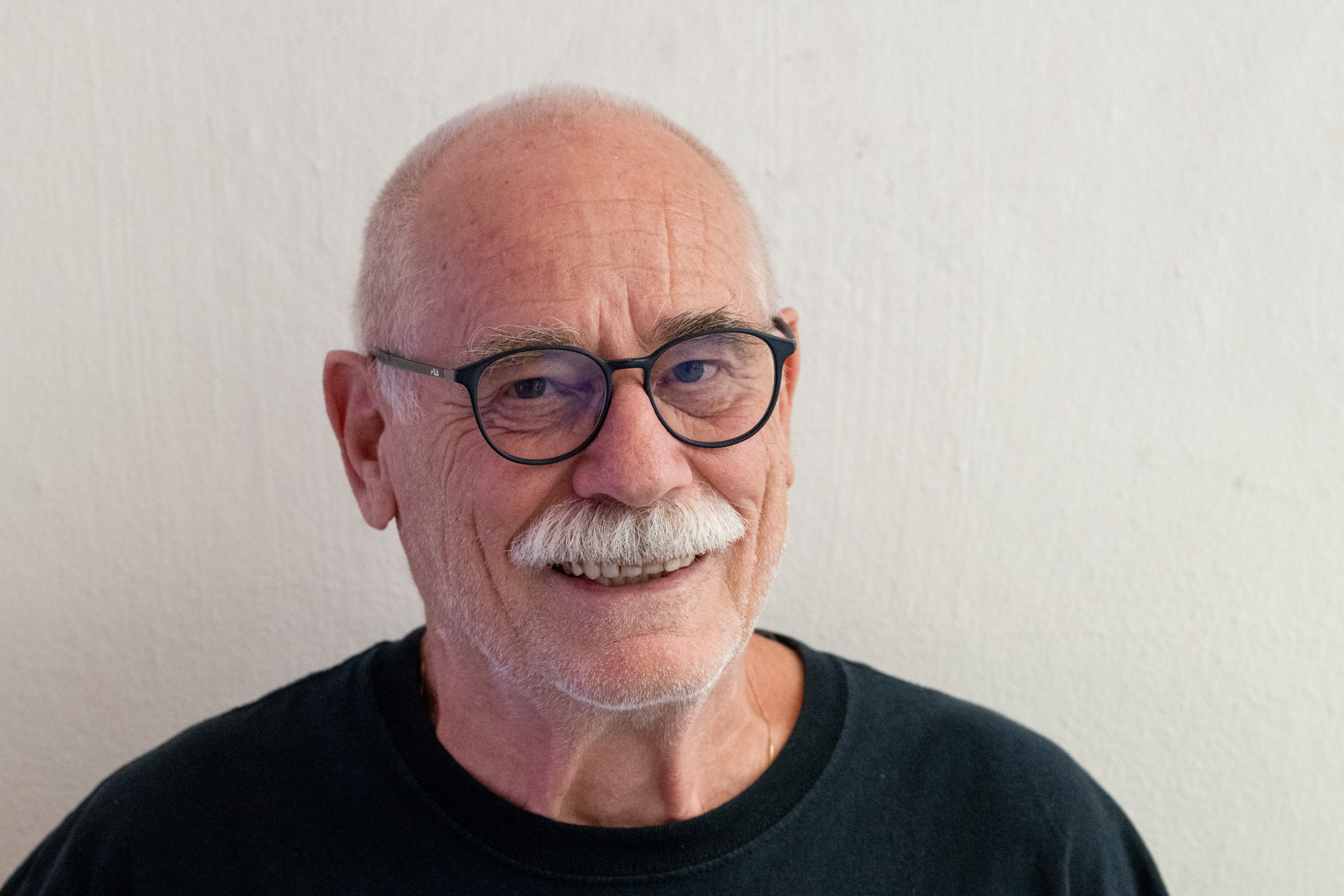
Kurt Mitterndorfer (2025)

Kurt Mitterndorfer (* 24. Februar 1951 in Linz) ist ein österreichischer Pädagoge, Autor und Kabarettist.

## Leben
Nach der Matura 1969 studierte er Soziologie an der Universität Linz und arbeitete ab 1972 als Erzieher im Voest-Alpine-Lehrlingsheim in Linz. 1977 brach er das Studium ab und begann eine Ausbildung zum Jugendarbeiter, 1980 ein Studium an der Pädagogischen Akademie in Linz. 1983 wurde er Hauptschullehrer für Deutsch und Werkerziehung. 1972 gründete Mitterndorfer einen Fotoklub für künstlerische Fotografie, 1973 eine Theatergruppe im VA-Lehrlingsheim: „Lehrlingstheater“, später als freie Theatergruppe „Unser Theater“, eines der zu dieser Zeit erfolgreichsten Stegreiftheater Österreichs. 1979–1983 war er am Bandprojekt „Flying Penis Brothers“ (ein „Politpunkrockkabarett“) beteiligt; 1981–1983 am „Linzer Rockhaus“, dem heutigen Posthof. Ab 1973 legte er auch literarische Texte vor.

## Werke
- mit Robert Mittringer: Nur wir zwei. Bibliothek der Provinz, Weitra 1992, ISBN 978-3-900878-83-2
- mit Anatol Ak: In tiefste Nacht, in hellstes Licht. Bibliothek der Provinz, Weitra 1993, ISBN 3-900878-51-X.
- Mein Griechenland. Resistenz-Verlag, Linz 1999, ISBN 3-85285-032-0
- Von Wegen stille Nacht. (Audio-CD) Hooch-Records 1999; (Buch) Resistenz-Verlag, Linz 2000, ISBN 3-85285-049-5.
- Schon pervers? Resistenz-Verlag, Linz 2003, ISBN 3-85285-104-1.
- Venedig Polaroids. Resistenz-Verlag, Linz 2007, ISBN 978-3-85285-161-7.
- mit Arnulf Kossak: Köpfe: Texte zu Bildern. Arovell Verlag, Wien 2010, ISBN 978-3-902547-12-5.